# Lagomorfi
Lagomorfi oz. zajci, kunci in žvižgači (znanstveno ime Lagomorpha) so majhni do srednje veliki rastlinojedci. Po močnih sekalcih so zelo podobni glodavcem, kljub temu pa obstajajo pomebne razlike. Zgoraj imajo dva para dolgih sekalcev. Tudi zgradba lobanje je drugačna. 
Predniki zajcev in žvižgačev so se prvič morda pojavili že proti koncu paleocena, družina zajcev pa je poznana šele od konca eocena. 

## Razširjenost
Vse vrste živijo na tleh, naseljujejo pa večino planeta, razen Karibov, juga Južne Amerike, Madagaskarja in nekaterih otokov v jugovzhodni Aziji. Najdemo jih tudi v tundri in polpuščavah.

## Zgradba telesa
Zgoraj imajo dva para dolgih sekalcev, ki stalno rastejo. Za večjimi zgornjimi sekalci je še en par manjših. Med sekalci in kočniki je dolga vrzel, imenovana škrbina oz. diastema. Podočniki povsem manjkajo.
Zajci imajo dolge uhlje, zorni kot visoko nameščenih oči znaša 360º. Uhlji žvižgačev so kratki in so zato bolj podobni glodavcem. Podaljšane noge omogočajo hiter tek. Žvižgači imajo krajše noge in so zato slabši tekači.
Nosnice so pri vseh špranjaste in jih lahko zaprejo.
V nasprotju z glodavci imajo zajci, kunci in žvižgači kratek rep ter dlakava stopala.

## Taksonomija
Danes živeče lagomorfe delimo na dve družini, ki se med seboj ostro razlikujeta.
- RED LAGOMORPHA[1]
  - Družina Ochotonidae: žvižgači
    - Rod Ochotona: žvižgač

  - Družina †Prolagidae: izumrli mediteranski veliki žvižgači 
    - Rod †Prolagus

  - Družina Leporidae: leporidi oz. zajci in kunci
    - Rod Brachylagus
    - Rod Bunolagus
    - Rod Caprolagus
    - Rod Lepus (pravi zajci)
    - Rod Nesolagus
    - Rod Oryctolagus (kunci)
    - Rod Pentalagus
    - Rod Poelagus
    - Rod Pronolagus
    - Rod Romerolagus
    - Rod Sylvilagus